# Díla a dokumenty Jana Pavla II.

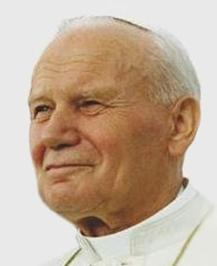
Papež Jan Pavel II.

Seznam obsahuje výběr z díla a dokumentů papeže Jana Pavla II.

## Papežské dokumenty

### Papežské buly
- Aperite Portas Redemptori, 6. ledna 1983.
- Incarnationis mysterium, 29. listopadu 1998.

### Apoštolské konstituce
- Sapientia Christiana (Křesťanská moudrost), 15. dubna 1979
- Magnum Matrimonii Sacramentum (Velká svátost manželství), 7. října 1982
- Ut sit (Aby bylo), 28. listopadu 1982
- Sacrae disciplinae leges (Zákony posvátné kázně), 25. ledna 1983
- Divinus Perfectionis Magister (Božský učitel a vzor dokonalosti), 25. ledna 1986
- Spirituali militum curae (Duchovní péče o vojáky), 21. dubna 1986
- Pastor bonus (Dobrý pastýř), 28. června 1988
- Ex corde Ecclesiae (Ze srdce církve), 15. srpna 1990
- Fidei Depositum (Poklad víry), 11. října 1992
- Universi Dominici Gregis (Celé stádce Páně), 22. února 1996
- Ecclesia in Urbe (Církev ve městě Římě), 1. ledna 1998

### Encykliky
- Redemptor hominis (Vykupitel člověka), 4. března 1979
- Dives in Misericordia (Bůh bohatý na milosrdenství), 30. listopadu 1980
- Laborem Exercens (Vykonávající práci), 14. září 1981
- Slavorum apostoli (Apoštolové Slovanů), 2. června 1985
- Dominum et Vivificantem (Pán a životodárce), 18. května 1986
- Redemptoris Mater (Matka Vykupitele), 25. března 1987
- Sollicitudo Rei Socialis (Starost o věc společenskou), 30. prosince 1987
- Redemptoris Missio (Poslání Vykupitele), 7. prosince 1990
- Centesimus annus (Stý rok), 1. května 1991
- Veritatis Splendor (Nádhera pravdy), 6. srpna 1993
- Evangelium Vitae (Evangelium života), 25. března 1995
- Ut Unum Sint (Ať jsou všichni jedno), 25. května 1995
- Fides et Ratio (Víra a rozum), 14. září 1998
- Ecclesia de Eucharistia (Církev o eucharistii), 17. dubna 2003

### Apoštolské exhortace
- Catechesi tradendae (16. října 1979)
- Familiaris consortio (22. listopadu 1981)
- Redemptionis donum (25. března 1984)
- Reconciliatio et paenitentia (2. prosince 1984)
- Christifideles laici (30. prosince 1988)
- Redemptoris custos (15. srpna 1989)
- Pastores dabo vobis (25. března 1992)
- Ecclesia in Africa (14. září 1995)
- Vita consecrata (25. března 1996)
- Nová naděje pro Libanon (10. května 1997)
- Ecclesia in America (22. ledna 1999)
- Ecclesia in Asia (6. listopadu 1999)
- Ecclesia in Oceania (22. listopadu 2001)
- Ecclesia in Europa (28. června 2003)
- Pastores gregis (16. října 2003)

### Apoštolské listy
- Dominicae cenae (1980)
- Salvifici doloris (1984)
- Mulieris dignitatem (15. srpna 1988)
- Ordinatio sacerdotalis (22. května 1994)
- Tertio millennio adveniente (10. listopadu 1994)
- Dopis ženám (1995)
- Laetamur magnopere (15. srpna 1997)
- Novo millennio ineunte (6. ledna 2001)
- Misericordia Dei (2002)
- Rosarium Virginis Mariae (16. října 2002)
- Il rapido sviluppo (2005)

### Meditace
- Il dono disinteressato (8. února 1994)

### Motu proprio
- Familia a Deo Instituta (9. května 1981)
- Tredecim Anni (6. srpna 1982)
- Recognito Iuris Canonici Codice (2. ledna 1984)
- Dolentium Hominum (11. února 1985)
- Quo Civium Iura (21. listopadu 1987)
- Sollicita Cura (26. prosince 1987)
- Decessores Nostri (18. června 1988)
- Iusti Iudicis (28. června 1988)
- Ecclesia Dei (2. července 1988)
- Instituce Úřadu práce Apoštolského stolce (ULSA) (1. ledna 1989)
- Europae Orientalis (15. ledna 1993)
- Inde a Pontificatus (25. března 1993)
- Socialium Scientiarum (1. ledna 1994)
- Vitae Mysterium (11. února 1994)
- Závěrečný statut Úřadu práce Apoštolského stolce (30. září 1994)
- Stella Maris (31. ledna 1997)
- Ad tuendam fidem (18. května 1998)
- Apostolos Suos (21. května 1998)
- Inter Munera Academiarum (28. ledna 1999)
- Spes Aedificandi (1. října 1999)
- Prohlášení svatého Tomáše Mora za patrona vládců a politiků (31. října 2000)
- Nový základní zákon Městského státu Vatikán (26. listopadu 2000)
- Sacramentorum sanctitatis (10. ledna 2002)
- Misericordia Dei (2. května 2002)
- Svěřil Kongregaci Kristových legionářů péči o Papežský institut Notre Dame of Jerusalem Center a jeho správu (26. listopadu 2004)

### Jiné
- Reforma Kodexu kanonického práva (25. ledna 1983)
- Kodex kánonů východních církví (18. října 1990)
- Katechismus katolické církve (11. října 1992 v prvním návrhu, 15. srpna 1997 v konečné podobě)

## Osobní díla

### Knihy
- Zlatnická dílna. Meditace o svátosti manželství, které se čas od času mění v drama, jak píše Andrzej Jawień, Vatikán, Libreria Editrice Vaticana, 1979 (ale 1960)
- Osoba a čin, s Annou-Teresou Tymienieckou, Vatican City, Libreria Editrice Vaticana, 1982 (ale 1969). ISBN 88-209-1331-3
- Kámen světla. Básně, Vatikán, Libreria Editrice Vaticana, 1979
- Se mnou den co den. Zastavení k zamyšlení, Řím, Piemme, 1984
- Slova o člověku, editor Angelo Montonati, Milán, Biblioteca universale Rizzoli, 1989. ISBN 88-17-11517-7
- Překročit práh naděje, s Vittoriem Messorim, Milán, A. Mondadori, 1994. ISBN 88-04-39270-3
- Cesty lásky, editor Massimo Bettetini, Milán, Rusconi, 1994. ISBN 88-18-12141-3
- Nebojme se pravdy. Viny lidí a církve, Casale Monferrato, Piemme, 1995. ISBN 88-384-2398-9
- Dar a tajemství. K padesátému výročí mého kněžství, Vatikán, Libreria Editrice Vaticana, 1996. ISBN 88-209-2313-0
- Ježíš Nazaretský. Střed vesmíru a času, Casale Monferrato, Piemme, 1997. ISBN 88-384-2645-7
- Maria, Maria hvězda jitřní. Kdo se modlí, drží v ruce základy svého života, Casale Monferrato, Piemme, 1997. ISBN 88-384-2756-9
- Pozvání k radosti. Vybrané úryvky ze spisů a promluv Jana Pavla II., Milán, Leonardo International, 1999. ISBN 88-86482-60-4
- Otec..., Casale Monferrato, Piemme, 1999. ISBN 88-384-4173-1
- Založení civilizace lásky. Modlitby a meditace pro muže a ženy naší doby, Milán, Rizzoli, 2001. ISBN 88-17-86890-6.
- Moje modlitby pro vás, Casale Monferrato, Piemme, 2001. ISBN 88-384-6926-1
- Římský triptych. Meditace, Vatikán, Libreria Editrice Vaticana, 2003. ISBN 88-209-7451-7
- Rozptýlené myšlenky. Odvážní v pravdě velkorysí v lásce, vydal Don Giovanni Battista Zilio, Vicenza, Pozza, 2002. ISBN 88-7305-866-3
- Vstávej, jdeme!, Milano, Mondadori, 2004. ISBN 88-04-53409-5
- Nezabíjejte ve jménu Boha, editor Natale Benazzi, Casale Monferrato, Piemme, 2005. ISBN 88-384-8431-7
- Otevřete svá srdce. [100 naučení pro život], vydal Joseph Durepos, Milán, Arménie, 2005. ISBN 88-344-1768-2
- Ať je mír!, vydal Maurizio Di Giacomo, Turín, San Paolo, 2005. ISBN 88-215-5270-5
- Paměť a identita. Rozhovory na přelomu tisíciletí, Milán, Rizzoli, 2005. ISBN 88-17-00601-7

### Hudební díla
- Rosary (Rosario) ve francouzštině, angličtině, italštině, latině a španělštině; Sony Music (1994).
- Rosary (Rosario) v portugalštině; Sony Music (1995).
- Abbà Pater na jediném kompaktním disku v pěti jazycích; Sony Music (1999)[1]
- Už nikdy válku; EMI Music (2003).